# Радоњић (презиме)
Радоњић је врло распрострањено српско презиме. Постоји у Пожеги, Ивањици, Ужицу, Сврљигу, Београду, Крагујевцу, Црвенки, Руми, Панчеву, Мачкатици, Турици, Грабу, Гучи, Подгорици, Кучима, Цетињу, Његушима, Морачи (Јасенова), Даниловграду, Мијокусовићима, Никшићу, Мокром код Никшића (од њих су Калабићи), Котору, Бањалуци, Суботици, Новом Саду, Сенти, Смедереву, Црвенки, Приједору, Дубровнику, Загорју, Чешкој и Немачкој, Угњима, Молу, Одеси, Буенос Ајресу, Боки, Баицама (од њих су Бориловићи).

## Етимологија презимена Радоњић
Презиме Радоњић по свом етимолошком корену можемо посматрати кроз први слог РА, затим реч РАД и други слог РАДО, да би одредили од чега је настало. Када се посматра само Ра, то је назив, име за староегипатско врховно божанство и треба одмах одбацити могућност те везе и утицаја на наш језик./5/. Затим ћемо посматрати РАД. Појам рад у српском језику означава делање, корисно ангажовање, успешно деловање. Стим у вези је РАДО, што представља радост, задовољство, због успешног рада, који позитивно делује и доноси срећу оклолини.
Код старих словена постојало је божанство РАДОГОСТ, заштитник гостопримства. Стари Словени су га представљали у знаку коња. Коњ је био небески знак пун снаге и био је веома поштован у старословенској митологији./6/. Када знамо какав значај у словенској митологији има гост а и код српског народа, који доноси и значи срећу, благостање и свеукупни напредак домаћину који га прими, тада можемо успоставити везу између ових појмова.
На основу изложеног можемо закљјучити да су имена код Срба Радоња, Радоје, Радојица, Радица, Радмила, Радојка, Радомир, Радомирка и остала која у себи имају основу РАД и РАДО са заједничким етимолошким кореном./2/. Карактеристично је да у Војводини има презиме Радонић, дакле 'њ' је претворено у 'н'. То се ради о презименима староседелаца који су дошли са Великом сеобом 1690. са Патријархом Арсенијем Чарнојевићем.
То претварање Радоњић у Радонић мора се посматрати са интезивном политиком мађаризације српског живља у другој половини 19. века када се српска презимена 'скраћују' за 'ић' и 'вић' а завршавају се најчешће на 'ов'. Тако Петровић постаје Петров а Марковић – Марков. Дакле ради се о истом презимену Радоњић и Радонић јер ни појмовно ни етимолоши немамо име или појам са основом 'радон', који има смисао у српском језику. Напред речено важи и за презиме Радонић из Орлића у Далмацији.

## Порекло Радоњића из Бјелопавловића
Радоњић презиме постоји у Бјелопавлићима, Црна Гора, у Мијокусовићима, Фрутку и Вучици. Воде порекло од Војводе Радоње из 17 века.
Како су били издељени на ужа бртства /по отчеству-кући/Чејановићи, Лазовићи, Бобичићи, Вучкачићи, то су за Првог балканског рата 1912. године по договору узели заједничко презиме Радоњић, по заједничком претку војводи Радоњи. Слава им је Света Петка као и осталим Бјелопавлићима. Некад су били веома јако братство. По предању, војвода Радоња је био веома угледан, наочит човек и јунак а имао је брата Гојака од којих су Бошковићи с Орје Луке код Даниловграда, који су били први у племену али им Радоњићи то нису признавали, због следећег догађаја. Када је Војвода Радоња просио за брата Гојака младу она га упита, 'какав је Гојак“, јер није био присутан, а Радоња рече „исти као Ја“.
Када су сватови били пред црквом, млада виде Гојака који је био мали и неугледан и хтеде да се врати, да се не венча за Гојака. На наваљивање сватова млада пристаде под условом да сви сватови кажу амин на оно што она у цркви изговори. А она рече ,'Да Бог да све што било од Гојака и мене, увргло се на Радоњу, а што буде од Радоње на Гојака'. Тим догађајем тумаче Радоњићи што је потомство Гојака, Бошковићи били глава племену. То је легенда а стварност је једноставна. Поп Ристо Бошковић је оженио Јану сестру великог Војводе Мирка, оца Књаза Николе. Та пријатељска веза Бошковићима је дала првенство у племену, а дали су харамбашу Петра Бошковића, старешине манастира Острог Максима и Јосифа, те гласовитог јунака војводу Блажа Бошковића.
Радоњићи су одбијали да дају дацију /порез/ Бошковићима већ су је носили као Мићун Радоњић сами на Цетиње. Радоњићи су били ближи јаком братству Кадића, са њима су се пријатељили. Када је градио кућу поп Ђоко Бошковић сви су из племена донели или помогли нечим, Радоњићи су донели сламку уместо греде./1/.

## Радоњићи из Јасенове, Морача
Радоњићи из села Јасенове, манастир Морача потомци су Шћепана Херцеговца, славе Срђевдан 20. октобар. Предак Шћепан је живио у првој половини 17 вијека (1630-тих), што би значило да се у том периоду преселио из Попова Поља (залеђа Дубровника), из села Јасеново (понегдје Јасенов луг). Историјски догађај који је претходио у 17. вијеку је завршетак турске владавине и почетак владавине Венеције 1687. године. након овог догађаја дошло је до сеоба из Поповог поља у област Боке. Шћепан је са својим саплеменицима селио пут Метохије, ал остаје у Мијоској тј. замомчио се и оженио у манастир Морачи, у селу Јасенова.
Спомен плоча Шћепана Херцеговца налази се на јасеновском гробљу Шопчевина. 
Радоња је имао четири сина Милоша, Радула, који је погинуо на Уточини, Драгоја и Радосава. 
Грана од Радосава се највише гранала тако да се већ рађају десета кољена.
- У Доњој Морачи, Јасеновци су старином из Попова Поља. Не знају како је било име родоначелника. Имао је, веле, шест синова. И њихова су имена непозната. Најмлађег, који је био тек ожењен, убили су Турци, а жена му остала бременита. Отац са пет синова закрви се с Турцима и, пошто освете погинулог, побјегну из Попова Поља у Морачу. Настанили су се на мјесту званом Откутњица, више Манастира морачког. Са задругом се доселила и млада удовица и родила посмрче Шћепана. После неколико година и она је умрла, те Шћепан остане на старање својих стрина.

Породица је на Откутњици живјела седам година и видјећи да ту нема опстанка, једног дана крену из Мораче и населе се негдје у ужичком крају. Први одмор на поласку из Јасенове био је на Почивалима, више Врујаца. За вријеме одмора мали Шћепан је заспао под једним чечаром. И кад су подигаоци пошли даље, Шћепан је остао спавајући. Нико се њега није сјетио све док се није зашло дубоко у турску земљу, те се није могло ни мислити на трагање за сирочетом. Када се пробудио, мали није никога видио око себе, погледао од куда је дошао, видио манастир и упутио се право тамо. Калуђери су га из милосрђа примили и о њему бригу бринули. Када је одрастао, оженили су га и населили на Откутњици, гдје је и рођен. По селу Јасеници у Попову, село изнад манастира Мораче назвало се Јасенова. Ту је сироче Шћепан засновао породицу која се развила у бројно братство са чувеним и заслужним личностима.
(*Секула Добричанин, Доња Морача, Живот и обичаји народни по традицији, ЦАНУ, Титоград, 1984, стр. 59)

## Важнији догађаји
Миљко Радоњић /1770—1836/. био писар у Совјету од 1808. и први попечитељ /министар/ у Совјету од 11.01.1811. па до пропасти Карађорђевог устанка. Министар је постао уместо Миленка Стојковића који је одбио да уђе у Совјет и прихвати место попечитеља /министра/. Миљко Радоњић је био и професор на Великој школи, где је предавао историју и немачки.
Радоњићи су у Балканском рату 1912. узели учешћа и код Скадра су многи изгинули. Погинуо је на Брдањолу Радоје Јовов Радоњић, а брат му Милија Јовов Радоњић на Тарабошу. Трећи брат Митар Јовов Радоњић као командир Мијукусовићко-Винићке чете је преживео оба Балканска рата. Напредовао је за командира Вражегрмског батаљона а на место командира чете заменио га је Јаков Станишић из Винића, отац Баја Станишића. Већ у почетку Првог светског рата Митар Јовов Радоњић је погинуо на фронту са Аустријом, према Херцеговини. У Балканском рату погинуо је и Милован Мирков Радоњић, као и Живко радоњић.
Неђељко Мирков Радоњић је за време Првог светског рата био на раду у САД. Као и многи добровољци чекао је на Њујоршком кеју брод /вапор како је старина говорио/ за Европу да стигне на Солунски фронт. Један пролазник изрече неку увреду за присутне Србе а Неђељко не отрпе ту увреду већ пролазника изазва. Тако га је ударио да му је сломио вилицу. Одмах је интервенисала полиција и ухапсила га. Сутрашња штампа је писала „ Ратоборни Србин уместо да ратује у Европи, почео рат у слободној Америци.
Почасни конзул у Њујорку је био чувени наш научник Михаило Пупин, професор на Колумбија универзитету. Истог дана када је објавила штампа ту вест, Михаило Пупин је са адвокатом посетио Неђељка, и уз гаранацију га ослободио из затвора, па је Неђељко могао бродом са осталим добровољцима отпловити за Солун. Неђељко Радоњић је као солунски добровољац био насељен у Бачком Петровом Селу.
У току Првог светског рата -Аустријске окупације- како је називан тај период од народа, након наредбе окупатора у марту 1916. године да се промени школски програм и уведе обавезно латиница у школе, учитељ Блажо Радоњић одбија да 'латинчи децу' као учитељ и ради тога са 11 учитеља из Бјелопавлића, који су исто поступили бива итерниран у логор Болдогасоњ а касније логор Нежидер до краја рата.

## Знаменити Радоњићи
- Станислав Вуколајев Радоњић, први народном вољом изабрани црногорски гувернадур.
- Јован Радоњић је такође био црногорски гувернадур.
- Вуколај Радоњић је био посљедњи црногорски гувернадур.
- Миљко Радоњић /1770-1836/. био писар у Совјету од 1808. и први попечитељ /министар/ у Совјету од 11.01.1811. па до пропасти Карађорђевог устанка. Министар је постао уместо Миленка Стојковића који је одбио да уђе у Совјет и прихвати место попечитеља /министра/.
- Миљко Радоњић је био и професор на Великој школи, где је предавао историју и немачки.
- Принцеза Радмила супруга Ђорђа Карађорђевића је Радоњић.
- Стјепан Радоњић је отац проте Захарија Захарића /који је забележио пророчанства Тарабића/. Прота Захарије је након завршетка духовне академије у Одеси када се запопио презиме Радоњић променио у Захарић.
- Милован Митров Радоњић био је саветника Краља Александра,
- Петар Тиодоров Радоњић био је краљев генералштабни официр,
- Машан Милованов Радоњић предратни краљев официр, у току Другог светског рата логораш у Немачкој, после рата Голооточки логораш, писац мемоара о логорима, "Голи Оток-људско мучилиште“.
- Радомиро Радоњић министар финансија у Аргентини у време Хуана Перона.
- Бранко Радојев Радоњић предводио је колонисте 1945. године из Даниловграда у Црвенку. Био је председник општине у Црвенки.

Универзитетски професори су:
- Проф. др Радован Радоњић,
- Проф. др Слободан Радоњић,
- академик др Драган Радоњић,
- др Снежана Радоњић,
- др Вукашин Живков Радоњић историчар,
- Доц. др Бранка Радоњић,
- др Славица Радоњић,
- др Огњен Радоњић,
- др Невенка Радоњић,
- доц. др Веселин Радоњић,
- проф. др Видосава Радоњић,
- др Ивана Радоњић,
- др Љиљана Радоњић,
- др Славољуб Радоњић.

Уметници, јавни радници и интелектуалци: 
- Владимир З. Радоњић, адвокат
- Александра Радоњић, уметница и композитор
- Новак Радоњић сликар и иконописац,
- Јован Радоњић историчар, преводилац Историје Срба - Констатина Јиричека
- др Чедомир Милоњин Радоњић, педијатар,
- Душан Радоњић, мајор
- Митар Бранков Радоњић, аутор „Црвенка колонисти“.
- Јоле Боривојев Радоњић естрадни уметник,
- Војислав Радоњић, фотограф,
- Симонида Радоњић сликарка,
- др Слободан Вукашинов Радоњић, стоматолог,
- Зоран Радоњић композитор,
- Љиљана Радоњић-Орлић костимограф Народног позоришта Београд,
- Саша Радоњић књижевник,
- Предраг Радоњић књижевник,
- Светозар Радоњић Рас књижевник,
- др Мирослав Радоњић позоришни критичар.
- Лила Радоњић новинар,
- Милан Радоњић високи функционер ДБ,
- Драгијана Радоњић бизнисмен-брокер,
- Никола Нишин Радоњић бизнисмен,
- Зоран Радоњић заменик председника И. О. Војвођанске банке,
- Бошко Радоњић бизнисмен-Златибор,
- Бошко Ђуров Радоњић професор, дугогодишњи директор Економске школе у Београду, интелектуалну потентност његове деце морам истаћи.
- Ћерка Гордана Радоњић-Лазовић је професор на Медицинском факултету у Београду као и њен супруг др Часлав Лазовић, док
- друга ћерка др Наташа Радоњић-Божовић је предавала на Берклију, а сада је проф. на Сан Хозе државном Универзитету у САД,
- њена ћерка др Долорес је докторирала на Берклију и професор је на УЦЛА Универзитету, а
- друга ћерка Маријета је докторирала на Колумбија Универзитету,
- Бранислав-Бата Миланов Радоњић, композитор, магистар гитаре, професор музике, историје, географије, бивши фудбалер
- Ђорђије Радоњић бивши фудбалер КК Црвена звезда, омлад. репрезентације СФРЈ, сада композитор највећих естрадних звезда
- Филип Ђорђијев Радоњић софтверски инжењер и научник
- Војислава Радоњић под псеудонимом Кобра аутор текстова и естрадни уметник
- Бранко Митров Радоњић, мастер технолошких наука,
- инг. ел. мр Живорад Радоњић, добитник Првомајске награде 1980. године, већник првог Већа Општине Медијана од 2004. до 2008.
- Радмила (Момчило) Радоњић-Марковић, просветни радник, историчар и дугогодишњи директор Економске школе у Сенти.

Спортисти:
- Ловро Радоњић, ватерполиста,
- Миодраг Драгутинов Радоњић-Мишо, фудбалер,
- Дејан Радоњић, кошаркаш,
- Срђан Радоњић, фудбалер
- Синиша Радојев Радоњић, кошаркаш,
- Мојаш Радоњић, фудбалер,
- Владимир Радоњић, стонотенисер
- Александра Радоњић, стонотенисерка
- Јовица Радоњић, фудбалски менаџер